# Winiec, Bartoszycki
Winiec [ˈviɲet͡s] (tiếng Đức: Wienken) là một khu định cư ở khu hành chính của Gmina Bisztynek, trong hạt Bartoszycki, Warmińsko-Mazurskie, ở miền bắc Ba Lan.
Trước 1772, khu vực này là một phần của Vương quốc Ba Lan, 1772-1945 Phổ và Đức (Đông Phổ).